# Яжевський
Яжевський — український композитор XVII століття, автор церковних творів у багатоголосому «партесному» стилі. У «Реєстрі нотних зошитів» Львівського братства від 1697 року згадані твори Яжевського на вісім голосів: Служба Божа, концерт «На сотворшему світ» і канон на Воскресіння.